# Massongex
Massongex és un municipi suís del cantó del Valais, situat al districte de Saint-Maurice.